# Sonic 3, le film
Pour les articles homonymes, voir Sonic the Hedgehog 3.
Série Sonic
Sonic 2, le film
(2022) Sonic 4, le film
(2027)
Pour plus de détails, voir Fiche technique et Distribution.
Sonic 3, le film ou Sonic le hérisson 3 au Québec (Sonic the Hedgehog 3) est un film américano-japonais réalisé par Jeff Fowler, sorti en 2024.
Il fait suite à Sonic, le film, sorti en 2020 et Sonic 2, le film, sorti en 2022.
Le film reçoit des critiques positives.

## Synopsis
Au large des côtes japonaises, les systèmes d'une prison du G.U.N. sont piratés, ce qui réveille Shadow et lui permet de s'échapper après avoir repoussé les gardes. Ailleurs, Sonic, Tails et Knuckles célèbrent l'anniversaire de l'arrivée du hérisson bleu sur Terre avec leurs parents adoptifs, Tom et Maddie Wachowski. La directrice du G.U.N., Rockwell, arrive et recrute le trio, que le G.U.N. a surnommé « Team Sonic » pour arrêter le hérisson noir qui sème le chaos à Tokyo. Mais une fois sur place, les trois anthropomorphes se font battre par ce dernier qui repart en moto. Sonic décide de se lancer à sa poursuite et continuer le combat, mais après une collision avec son homologue, se retrouve menotté et libéré par Tails.
Le trio rencontre le commandant du G.U.N, le général Kenneth Walters, qui les informe sur le passé de Shadow: il y a 50 ans, en 1974, une météorite qui contenait le hérisson noir a atterri dans l'Oklahoma et a été saisie par les Gardiens Unis de la Nation (G.U.N.). Le pouvoir de celui-ci a été utilisé pour diverses expériences dans un laboratoire du G.U.N. dirigées par Gérald Robotnik. Pendant cette période, Shadow a développé une amitié forte avec Maria, la petite-fille de Gérald. Une nuit, alors que les trois tentaient de s'échapper de l'établissement pour empêcher Shadow d'être emmené, le G.U.N. a provoqué accidentellement une explosion qui tue Maria, ce qui ont poussé Shadow et Gérald à vouloir se venger de l'humanité. Le scientifique a été emprisonné et le hérisson noir a été placé en cryostase. Soudain, les drones du docteur Ivo Robotnik attaquent et blessent mortellement le chef de l'armée ; avant de mourir, il donne à Sonic une carte d'accès numérique et l'avertit de la garder en sécurité. Le hérisson bleu et ses deux équipiers décident de trouver Shadow sans l'aide du G.U.N. Rockwell découvre le corps de Walters et, croyant que les trois ont volé la carte d'accès, se retourne contre eux. Ils rencontrent l'assistant de Robotnik, l'agent Rock, qui révèle que le savant n'a pas envoyé les drones ; ils sont contraints de s'allier avec leur ennemi et suivent les drones jusqu'à l'installation abandonnée du Projet Shadow.
Shadow les capture seul tandis qu'Ivo rencontre Gérald, son grand-père, qui a activé les drones pour l'attirer. Il explique qu'il faut deux cartes-clés pour activer l'Éclipse Cannon, un laser orbital qu'il a conçu et qui peut cibler n'importe quel endroit sur Terre et a l'intention de l'utiliser pour détruire le siège du G.U.N. à Londres. Robotnik trahit Sonic et rejoint son grand-père, Shadow prend la carte-clé et active un trou noir pour détruire la base.
Le trio s'échappe en utilisant un portail en anneau et recrute Tom et Maddie pour aller au siège du G.U.N. voler l'autre carte-clé. Au cours de la mission, Shadow blesse gravement Tom et obtient la deuxième carte-clé. Le trio ennemi fait décoller l'Éclipse Cannon en direction de l'espace. Furieux que le hérisson noir ait failli tuer Tom, Sonic, aveuglé par la vengeance, ordonne à Knuckles de lui dire où est l'émeraude Mère pour aller affronter son homologue. L'échidné l'avertit que les émeraudes ne doivent pas être utilisées pour la vengeance, mais il finit par céder (voulant respecter la promesse qu'ils s'étaient fait dans le second film, même si Sonic veut la briser) et lui révèle que l'émeraude est détenue par son protégé Wade Whipple. Le hérisson bleu abandonne ses camarades, s'empare de l'Émeraude Mère très facilement, se transforme en Super Sonic en utilisant les sept Émeraudes du Chaos qu'elle contient et se propulse alors dans l'espace vers l'Éclipse Cannon pour combattre le hérisson noir.
Pendant ce temps, ce dernier demande à Gérald si c'est vraiment ce que Maria aurait voulu et le vieux savant lui répond que c'est ce qu'ils méritent. Le hérisson noir utilise sa vitesse pour alimenter l'arme en énergie du chaos, puis Super Sonic l'attaque et engage un combat avec lui, mais perd sa Super forme. Les deux hérissons se jettent ensemble sur les émeraudes dispersées, se transforment en même temps dans leurs Supers formes et s'engagent dans un combat violent et cataclysmique à travers le monde. Ivo apprend que son grand-père veut détruire la Terre pour venger sa petite-fille, alors que lui souhaite simplement la conquérir, et les deux savants se battent. Shadow prend le dessus sur Sonic, le provoque sur sa vengeance et mentionne le nom de Tom, ce qui met son congénère dans une colère noire qui le frappe si fort qu'il est projeté hors orbite, envoyé valser sur la lune et retrouve son apparence normale. Sonic s'apprête à l'achever, mais après s'être souvenu des paroles de Tom, se rend compte qu'il a perdu le contrôle de lui-même et ne se résout pas à tuer son adversaire. Les deux hérissons ont ensuite une discussion sur la perte d'un être cher, puis Shadow réalise son erreur et qu'il était aussi aveuglé par la rage après la mort de Maria. Ils reprennent leurs Supers formes mais, cette fois-ci, font équipe pour arrêter l'Éclipse Cannon. Gérald tente de tuer son petit-fils, mais ce dernier, sauvé par Tails et Knuckles, se débarrasse de son grand-père en le projetant sur le champ d'énergie. Pendant que les deux hérissons repoussent le rayon destructeur, le savant et les deux anthropomorphes dévient l'arme spatiale hors de la Terre. Malheureusement, le champ d'énergie est surchargé, ce qui fait que le noyau fond et cela peut entraîner une explosion. Ivo Robotnik envoie un message d'adieu par Internet à son agent Rock, pendant que Shadow se remémore des souvenirs de Maria et déplace l'Éclipse Cannon ailleurs avant l'explosion. Sonic, sauvé par ses deux camarades après avoir perdu ses pouvoirs, s'excuse auprès d'eux et ces derniers les acceptent et se réconcilient avec lui. De son côté, Rock dit au revoir à son maître avant de partir.
Quelques jours plus tard, la famille Wachowski est de nouveau réunie. Sonic, ses amis et ses parents adoptifs reprennent l'anniversaire et leur course du début du film.

### Scène inter-générique
Sonic se perd en faisant la course avec Tails et Knuckles, car il a couru trop loin de la ligne d'arrivée. Il commence à se demander comment il va faire pour revenir, sans se rendre compte qu'un robot de modèle Metal Sonic, qui lui ressemble fortement, pointe son arme vers lui par derrière. Le robot tire, mais le hérisson l'esquive facilement et riposte. Sonic se rend compte qu'il y a une horde de robots similaires qui l'encerclent et chargent sur lui, mais soudain, avant d'être attaqué par la horde, un étrange personnage à capuche détruit tous les robots (sauf l'original qui a attaqué Sonic au début) avec un marteau. Le hérisson bleu, à terre et abasourdi par son sauvetage, demande qui est son sauveur. L'individu enlève sa capuche et révèle son visage : il s'agit d'Amy Rose, une hérissonne rose.

### Scène post-générique
Un limiteur, que le hérisson noir a retiré, est récupéré par son propriétaire, car nous voyons ses mains et ses chaussures, ce qui veut dire que Shadow a survécu à l'explosion de l'Éclipse Cannon.

## Fiche technique
Sauf indication contraire, les informations mentionnées dans cette section peuvent être confirmées par les bases de données cinématographiques IMDb et Allociné,  présentes dans la section « Liens externes ».
- Titre original : Sonic the Hedgehog 3
- Titre français : Sonic 3, le film
- Titre québécois : Sonic le hérisson 3[1]
- Réalisation : Jeff Fowler
- Scénario : Patrick Casey, Josh Miller et John Whittington
- Musique : Tom Holkenborg
- Direction artistique : Andrew Max Cahn, Claire Fleming, Sarah Ginn, Cat Gold, Joe Howard, Laura Miller et Tom Still
- Décors : Luke Freeborn
- Costumes : Eleanor Baker
- Photographie : Brandon Trost
- Son : Erik Aadahl, Ethan Van der Ryn
- Montage : Al LeVine
- Production : Toby Ascher, Neal H. Moritz, Toru Nakahara et Hitoshi Okuno
  - Production déléguée : Tim Miller et Haruki Satomi
  - Coproduction : Dmitri M. Johnson et Andrew Riach
- Sociétés de production : Blur Studio, Original Film, Paramount Pictures, Marza Animation Planet et Sega Enterprises Ltd.
- Sociétés de distribution : Paramount Pictures et Paramount+ (États-Unis) ; Toho-Towa (Japon) ; Paramount Pictures France (France)
- Budget : 122 millions USD[2]
- Pays de production :  États-Unis,  Japon
- Langue originale : anglais
- Format : couleur — 2,39:1 (CinemaScope) — son Dolby Digital / Dolby Atmos
- Genre : aventures
- Durée : 109 minutes
- Dates de sortie :
  - États-Unis, Québec : 20 décembre 2024[1]
  - France : 25 décembre 2024
  - Japon : 27 décembre 2024

## Distribution

### Voix originales
- Ben Schwartz : Sonic
- Colleen O'Shaughnessey (en) : Tails
- Idris Elba : Knuckles
- Keanu Reeves : Shadow

### Voix françaises
- Malik Bentalha : Sonic
- Marie-Eugénie Maréchal : Tails
- Frantz Confiac : Knuckles
- Jean-Pierre Michaël : Shadow

### Voix québécoises
- Maël Davan-Soulas : Sonic
- Marie-Ève Sansfaçon : Tails
- Widemir Normil : Knuckles
- Alexandre Daneau : Shadow

### Apparitions en prises de vues réelles
- Jim Carrey (VF : Emmanuel Curtil ; VQ : Daniel Picard) : Dr Ivo « Eggman » Robotnik / professeur Gérald Robotnik
- James Marsden (VF : Damien Boisseau ; VQ : Martin Watier) : Thomas Michael « Tom » Wachowski
- Tika Sumpter (VF : Déborah Claude ; VQ : Florence Blain Mbaye) : Maddie Wachowski
- Lee Majdoub (en) (VF : Jérémy Prévost ; VQ : Renaud Paradis) : agent Rock (Stone en VO, Duroc en VQ)
- Krysten Ritter (VF : Victoria Grosbois ; VQ : Sofia Blondin) : directrice Rockwell[3]
- Tom Butler (VF : Michel Dodane ; VQ : Jacques Lavallée) : général Kenneth Walters, commandant du G.U.N.
- James Wolk (VF : Jérémy Bardeau) : Kenneth Walters, jeune
- Adam Pally (VF : Eilias Changuel ; VQ : Alexandre Fortin) : shérif adjoint Wade Whipple
- Shemar Moore (VF : David Krüger ; VQ : Fayolle Jean Jr.) : agent Randall Handel
- Natasha Rothwell (VF : Anne Mathot ; VQ : Catherine Hamann) : Rachel
- Alyla Browne (en) (VF : Lior Chabbat) : Maria Robotnik
- Cristo Fernández (en): Pablo / Juan
- Sofia Pernas : Gabriella
- Version française
  - Studio de doublage : Titrafilm
  - Direction artistique : Hervé Rey et Barbara Tissier
  - Adaptation : Philippe Millet et Hélène Monsché
- Version québécoise[4]
  - Studio de doublage : Cinélume Post-Production Inc
  - Direction artistique : Sébastien Reding et Nicolas Charbonneaux-Collombet
  - Adaptation : Aurélie Laroche

## Production

### Genèse et développement
En février 2022, avant la sortie du deuxième film, Sega et Paramount annoncent qu'un troisième film est en développement. Ils annoncent également qu'une série spin-off centrée sur le personnage de Knuckles est aussi en préparation, avec une sortie prévue pour 2024 sur Paramount+.
En mars 2022, les producteurs du film annoncent vouloir créer un « Univers Cinématographique Sonic » (Sonic Cinematic Universe), avec plusieurs d’autres projets  autour de la licence Sonic.
Lors d'une interview en mai 2022, les scénaristes Patrick Casey et Josh Miller révèlent que le troisième film est en cours d'écriture et qu'ils visent une sortie pour 2024.
En août 2022, Sega et Paramount officialisent la sortie du troisième film pour le 20 décembre 2024.

### Attribution des rôles
Le 2 février 2024, juste après la diffusion du teaser montrant le logo de Sonic 3, tous les acteurs ont confirmé leur retour, Six nouveaux acteurs ont été par la suite confirmés comme faisant partie du casting du film parmi : Krysten Ritter, Cristo Fernández, Alyla Browne, Jorma Taccone, Sofia Pernas, James Wolk.

### Tournage
En raison de la grève SAG-AFTRA, le tournage débute sans les acteurs le 31 août 2023 à Londres.
Lors d’une interview avec The Playlist, James Marsden avait confirmé que le tournage du film était officiellement terminé[Quand ?]. Jeff Fowler l'a aussi confirmé sur son compte X, le 28 mars 2024.

### Postproduction
Ben Schwartz a annoncé sur son compte X qu'il commençait à doubler ses scènes le 21 février 2024.
Le 15 avril 2024, il a été confirmé officiellement par The Hollywood Reporter que Keanu Reeves incarnerait bel et bien le personnage de Shadow the Hedgehog. Il sera confirmé de manière officielle[pas clair], le 27 août, que Keanu Reeves incarnera le personnage.

### Musique
La chanson du film s'intitule Run it et est interprétée par Jelly Roll.

## Accueil

### Promotion
Un teaser du logo est dévoilé le 2 février 2024. Le 11 avril 2024 lors de la CinemaCon, Paramount Pictures dévoile une première bande annonce pour le film. Celle-ci montre le retour de Robotnik et Sonic combattant Shadow. Une vidéo plus longue est diffusée le 27 août 2024.
L'édition 2024 des 10 km de la Tour Eiffel qui se déroule le 15 décembre, est à l'effigie du film. La médaille représente Sonic.

### Accueil critique
Sur le site agrégateur de critiques Rotten Tomatoes, il obtient un score de 86 % de critiques positives sur la base de 141 critiques.

### Box-office
Le film se classe no 1 le jour de sa sortie et est un triomphe au box-office mondial, surpassant en quatre semaines les chiffres du 1er et 2e opus.
| Pays ou région    | Box-office        | Date d'arrêt du box-office | Nombre de semaines |
| ----------------- | ----------------- | -------------------------- | ------------------ |
| États-Unis Canada | 236 115 100 $     |                            | 15                 |
| France            | 2 604 791 entrées |                            | 15                 |
| Total mondial     | 492 162 604 $     | -                          | 15                 |